# Debbie Ferguson
Debbie Ferguson-McKenzie, född den 16 januari 1976 i Nassau, är en friidrottare från Bahamas som tävlar i kortdistanslöpning. 
Ferguson-McKenzie första merit var att hon ingick i stafettlaget över 4 x 100 meter som blev silvermedaljörer vid Olympiska sommarspelen 1996. Individuellt blev hon utslagen i semifinalen på 100 meter vid samma mästerskap.
Vid VM 1999 blev hon tillsammans med Savatheda Fynes, Chandra Sturrup och Pauline Davis-Thompson guldmedaljörer på 4 x 100 meter. Individuellt blev hon femma på 200 meter på tiden 22,28.
Under år 2000 deltog hon vid Olympiska sommarspelen i Sydney där hon blev femma på 200 meter, på tiden 22,37. Hon var även i final på 100 meter men slutade sist på tiden 11,29. Den stora meriten var att hon var med och vann olympiskt guld på 4 x 100 meter med exakt samma lag som blev guldmedaljörer vid VM år innan. 
Vid VM 2001 blev hon världsmästare på 200 meter på tiden 22,52. Ursprungligen blev hon silvermedaljör bakom Marion Jones men hon blev av med sin guldmedalj när hon erkänt att hon varit dopad. 
Under Samväldesspelen 2002 i Manchester vann hon tre guld på 100 meter, 200 meter och i stafetten över 4 x 100 meter. VM året efter i Paris blev ett misslyckande och hon blev utslagen i semifinalen på 100 meter och redan i kvartsfinalen på 200 meter. 
Bättre gick det vid Olympiska sommarspelen 2004 då hon blev bronsmedaljör på 200 meter på tiden 22,30. Hon var även i final på 100 meter och slutade på en sjunde plats.
Vid VM 2007 blev hon utslagen i semifinalen på både 100 och 200 meter. Bättre gick det vid Olympiska sommarspelen 2008 då hon slutade sjua både på 100 och 200 meter. Hon var även i final på 200 meter vid VM 2009 i Berlin, där hon blev bronsmedaljör. 
Ferguson utsågs 2002 till ambassadör för FN:s livsmedels- och jordbruksorganisation.

## Personliga rekord
- 100 meter - 10,91
- 200 meter - 22,19